# Левандовська вулиця
Левандо́вська ву́лиця — вулиця в Печерському районі міста Києва, місцевість Печерськ. Пролягає від вулиці Князів Острозьких до вулиці Михайла Омеляновича-Павленка.
Прилучаються Іпсилантіївський і Бутишів провулки.

## Історія
Вулиця виникла у XVIII столітті під назвою Гейсівська (за ім'ям київської графської родини Гейс). З 1869 року мала назву Левандовська (рос. Левандовская), за прізвищем київського письменника і проповідника, вихованця Київської академії, протоієрея Софійського собору (з 1786 року, у соборі й похований) Іоана Леванди (справжнє ім'я — Сікачка Іван Васильович; 1734–1814), який мешкав поблизу. 
З 1927 року — вулиця ім. Іванова, на честь Андрія Іванова одного з активних організаторів повстань проти Центральної Ради, учасника встановлення радянської влади на Україні. 
З 1940 року носила назву вулиця Аніщенка, на честь Олександра Анищенка, учасника повстання проти Центральної Ради у Києві у січні 1918 року (назву підтверджено 1944 року).
Сучасну історичну назву вулиці відновлено 2014 року.

## Установи та заклади
- Оптико-механічний коледж Київського національного університету ім. Тараса Шевченка (№ 6)
- Олександрійська гімназія (№ 7)
- Гуртожиток заводу «Арсенал» (№ 4)

## Пам'ятки архітектури
- Житловий будинок, 1900-ті роки (№ 5)
- Житловий флігель, 1900-ті роки (№ 5а)
- Житловий флігель, 1910 рік (№ 8/15)

Будинки № 2, 3, 8/15а, 10/10, 12 споруджені наприкінці XIX — на початку XX століття.

## Зображення

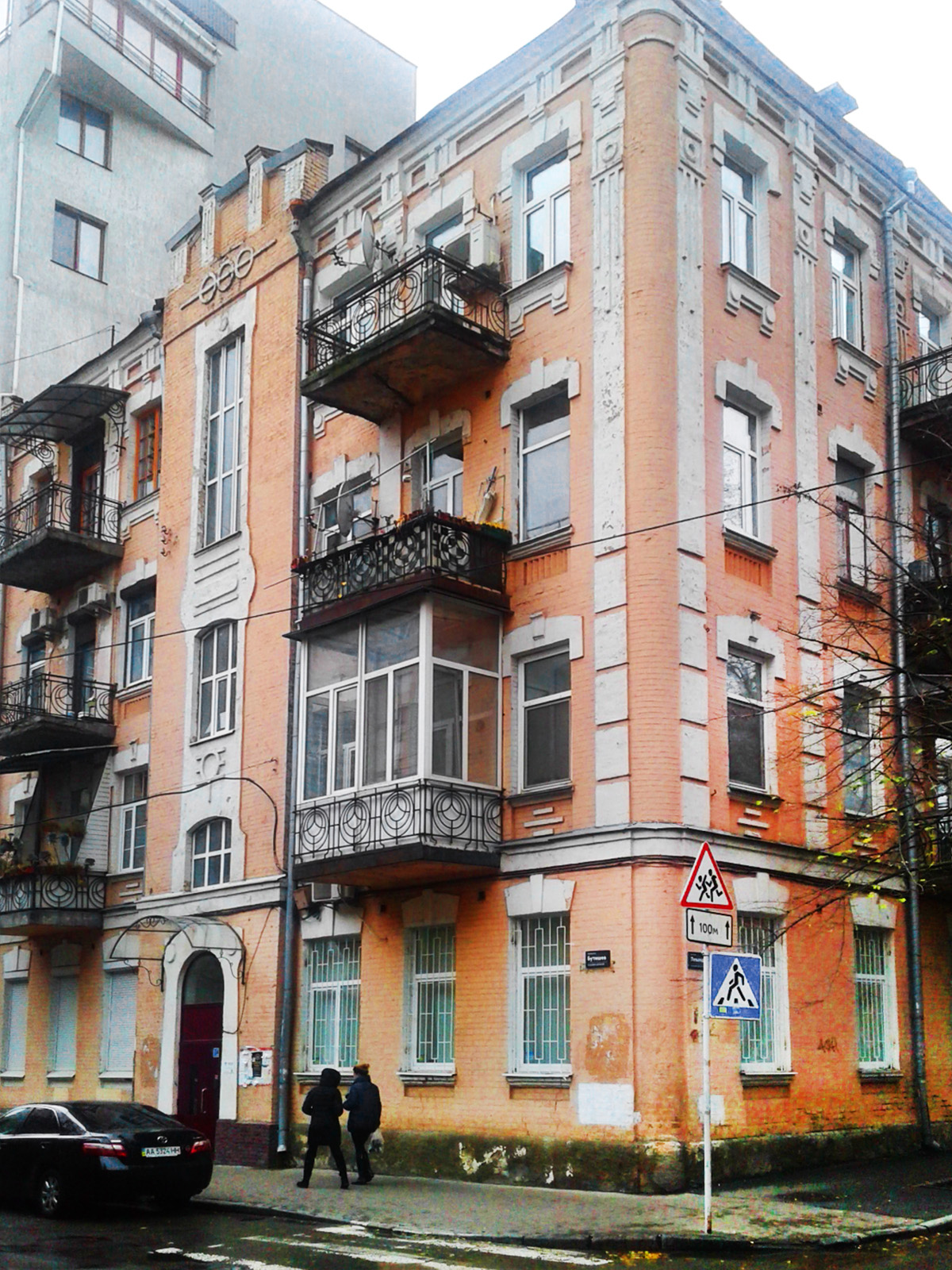
Особняк з алхімічними символами, 1910 (вул. Левандовська, 8/15а)
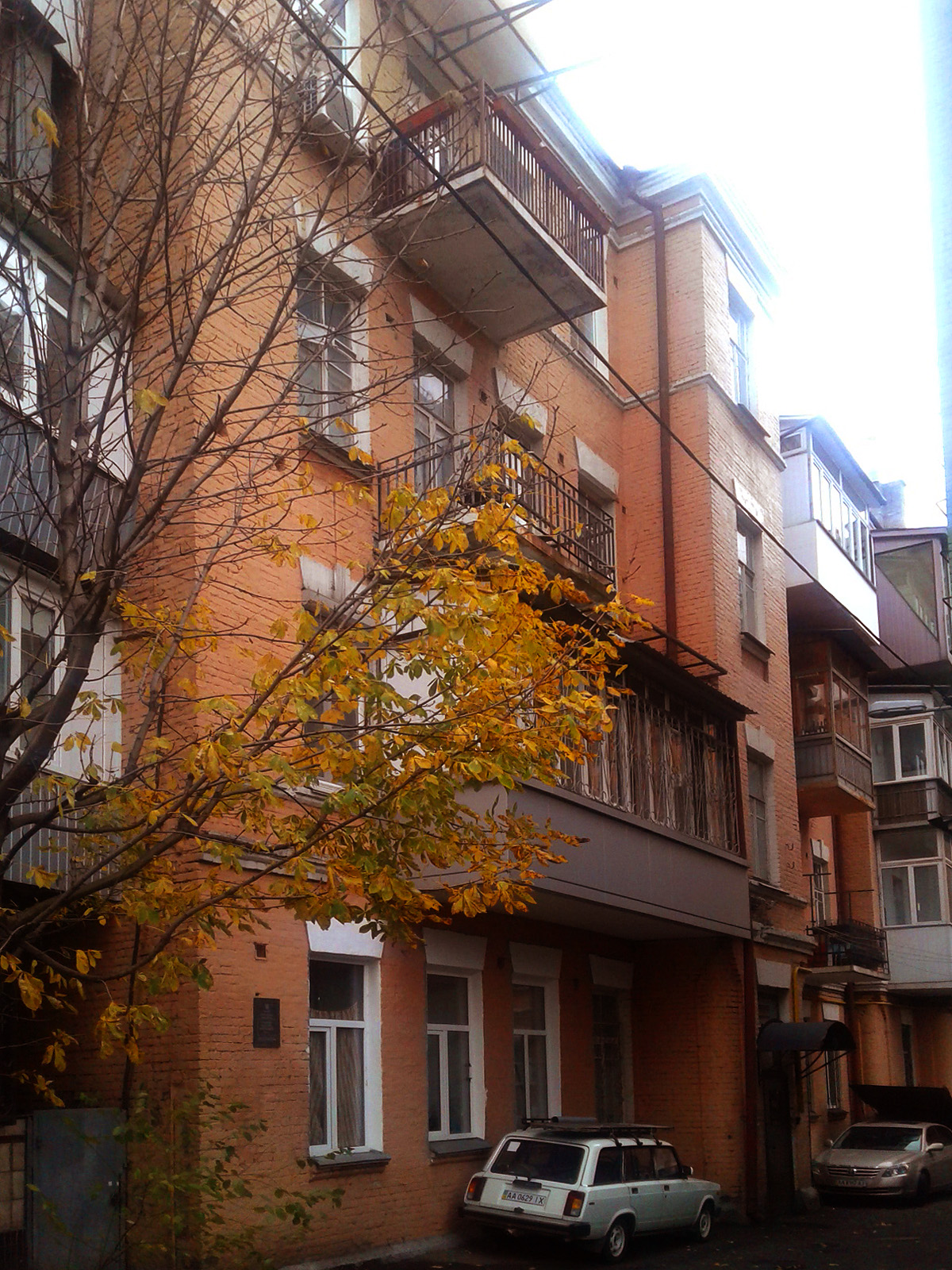
Прибутковий будинок, 1911 (вул. Левандовська, 5)
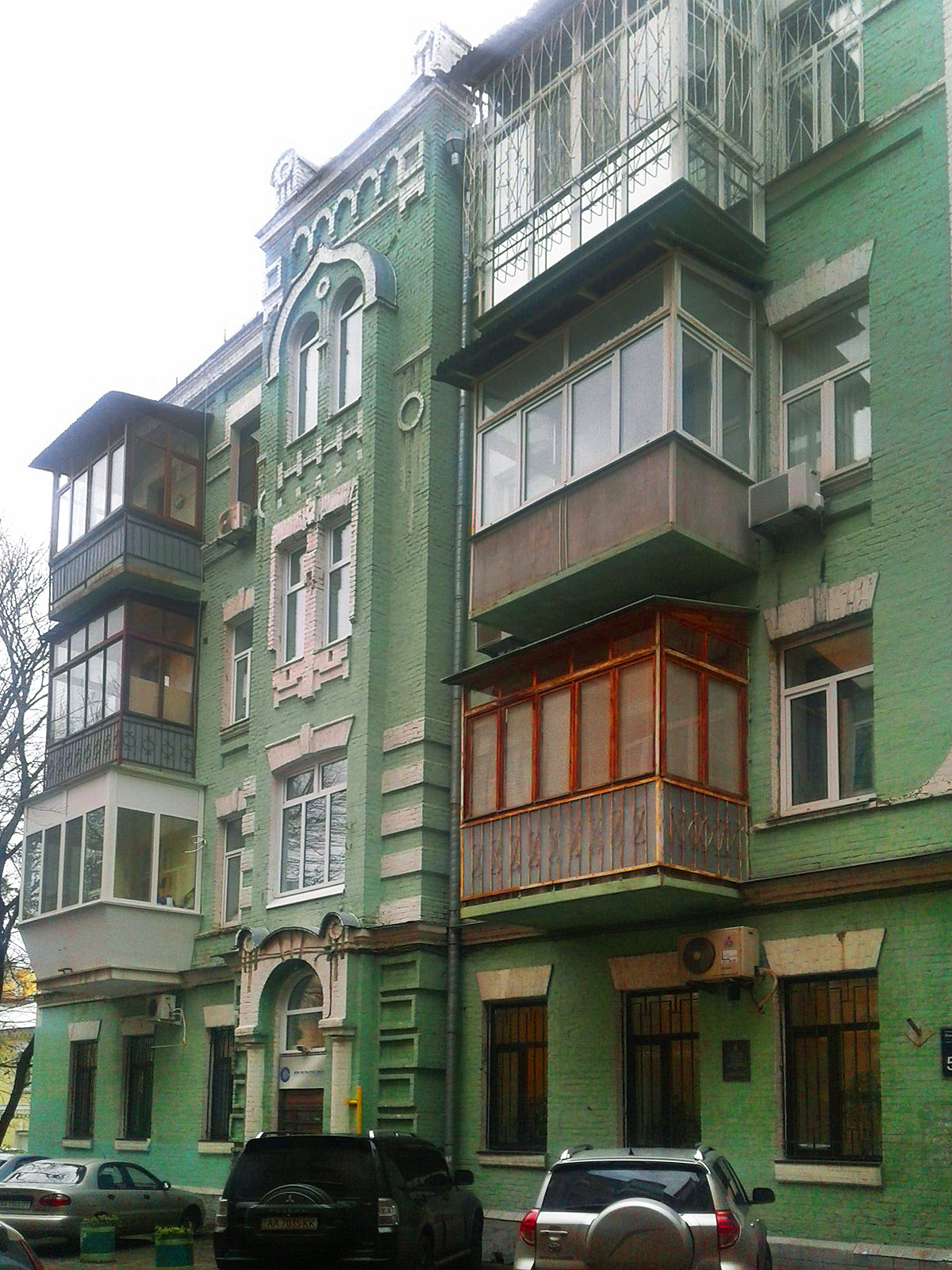
Прибутковий будинок, 1910 (вул. Левандовська, 5-б)
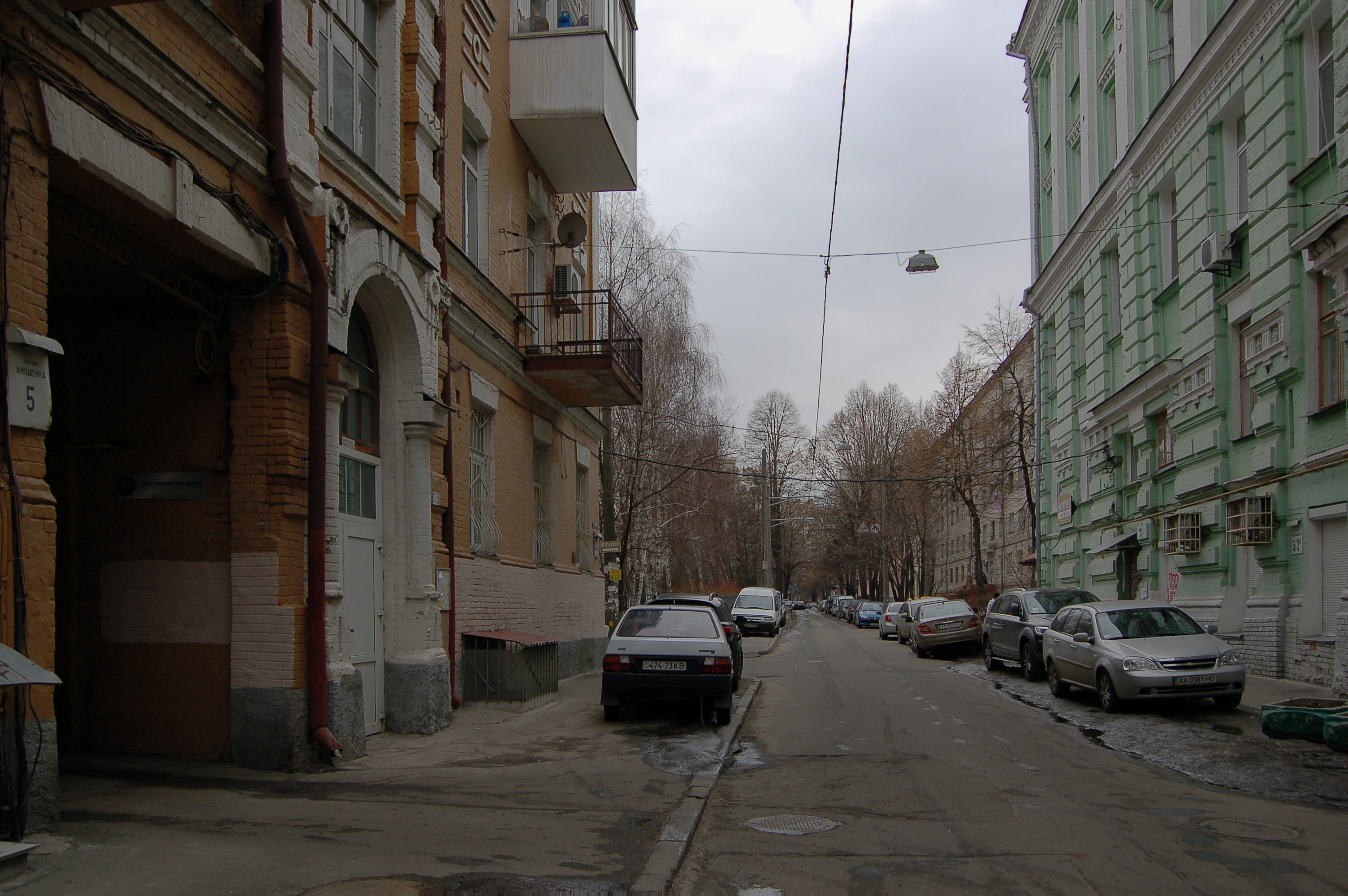
Левандовська вулиця
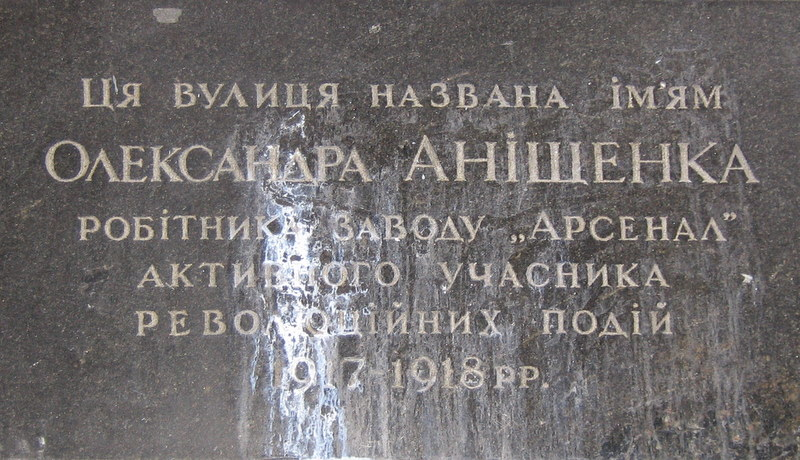
Анотаційна дошка на будинку № 2а/5, демонтовано 2016 року
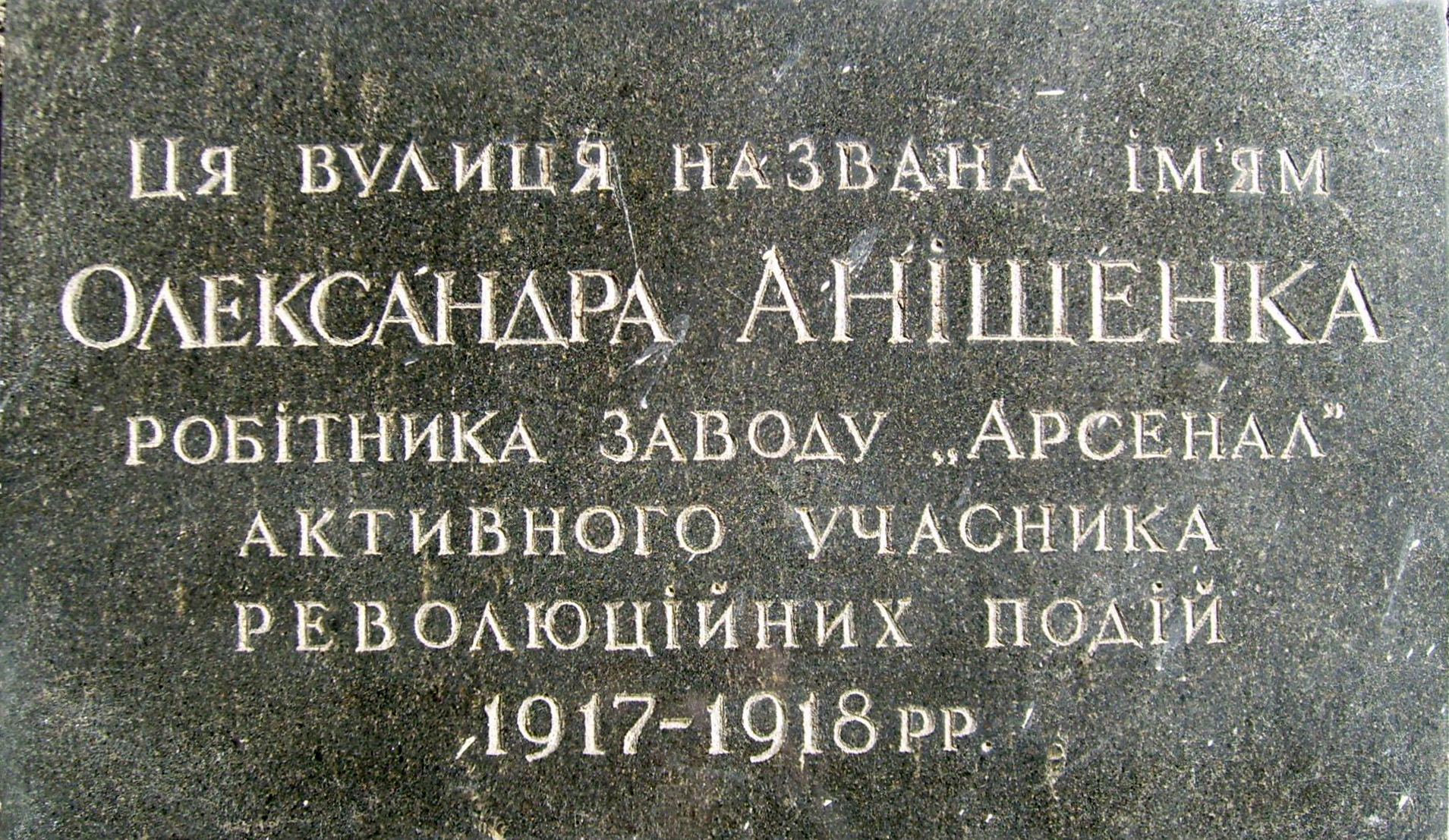
Анотаційна дошка на будинку № 17, демонтовано 2016 року
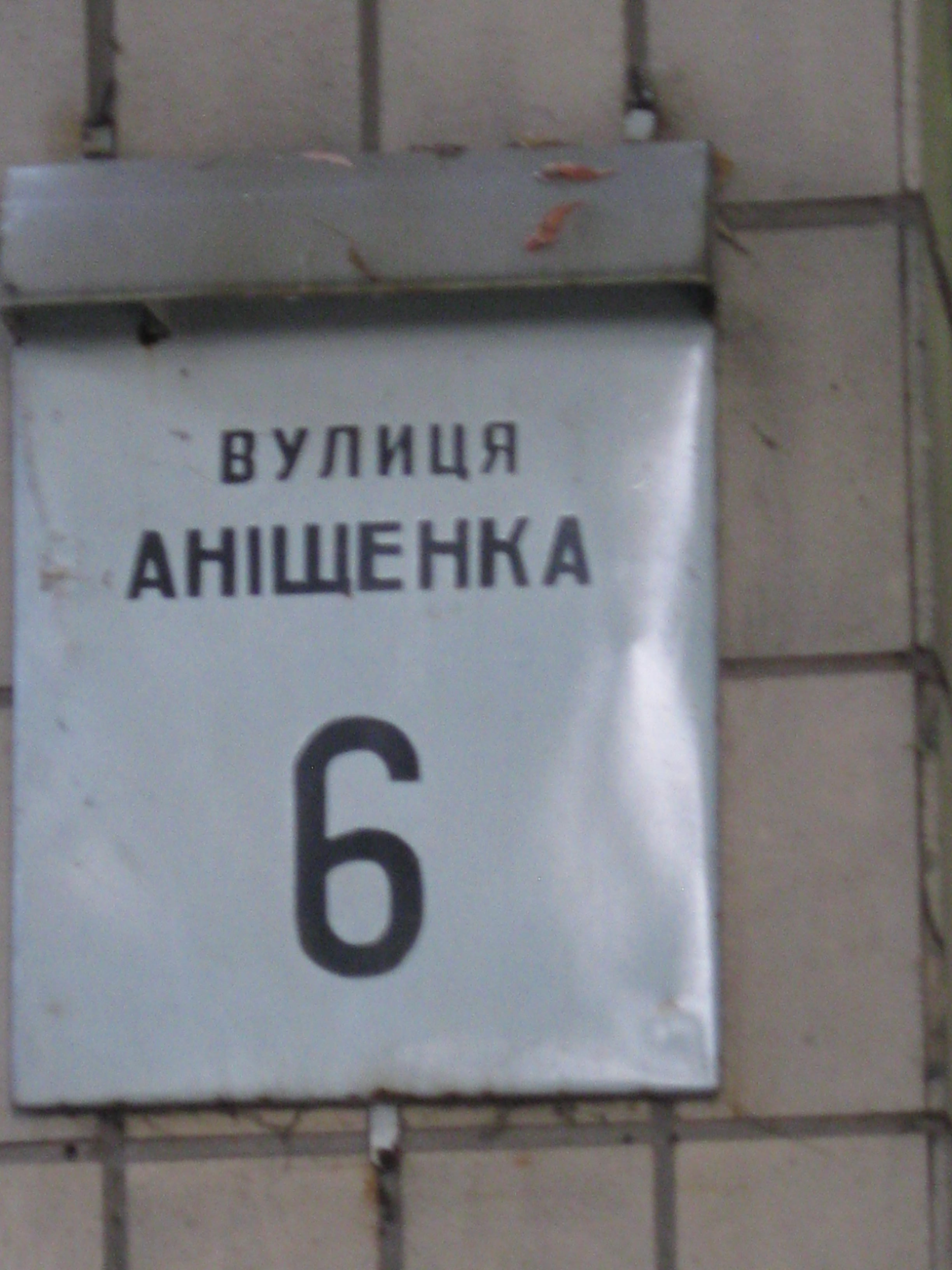
Табличка зі старою назвою вулиці на будинку № 6 по Левандовській вулиці. Серпень 2016